# Marcel Petit (sculpteur)
Pour les articles homonymes, voir Marcel Petit, Marcel Petit (vétérinaire) et Petit.

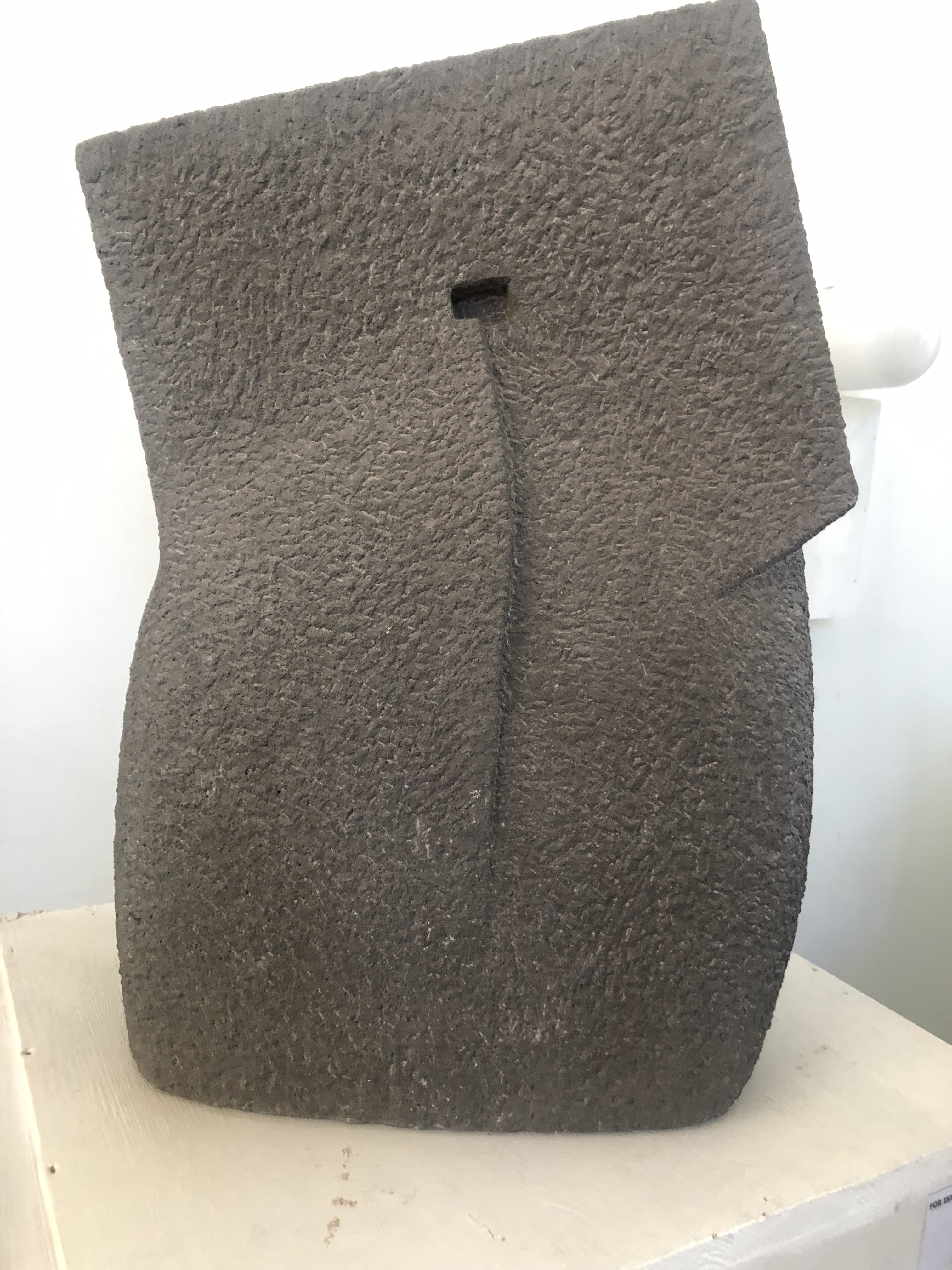
For intérieur (granit)

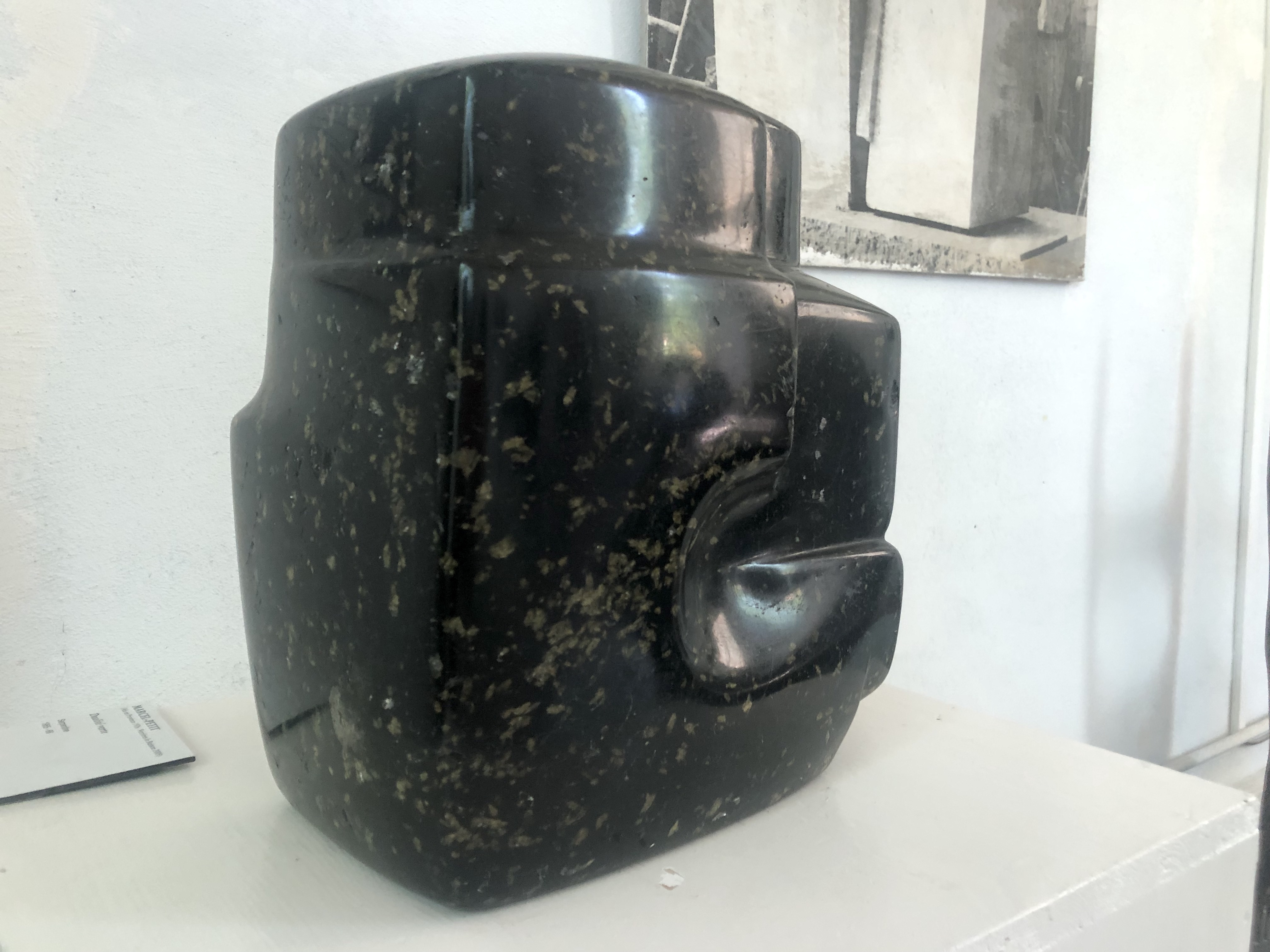
Dualité verte (serpentine)

Marcel Petit (ou Marcel-Petit) est un sculpteur sur pierre contemporain français né le 19 juin 1926 à Gardanne et décédé le 14 août 2009 à Verrières-le-Buisson.
De renommée internationale, il a commencé sa carrière de sculpteur dans les années 60, influencé par les sculptures abstraites de Henry Moore et les formes épurées des sculptures de Constantin Brâncuși.
Ses œuvres sont empreintes de sensualité et de force. Sa sculpture est caractérisée par la subtilité des passages, et la tension des plans tout en respectant la forme du bloc. La dualité et l'insolite sont les thèmes souvent retrouvés. Les pierres qu'il a utilisées sont entre autres le granit de Corrèze, le basalte et des pierres plus tendres comme la serpentine, la pierre de Bourgogne (comblanchien), le marbre de Carrare et la pierre de lave,. Beaucoup de ses œuvres sont monumentales et sont exposées dans la forêt de Sénart, au parc de Vincennes  à Epinay-sur-Seine, mais aussi en Suède, en Israël, en Égypte, et en Chine.

## Biographie
Son enfance et sa jeunesse estudiantine se passe en Provence. Après avoir obtenu une licence de lettres, il suit des cours à l’école des beaux-arts d' Aix en Provence pendant la guerre. Là il retrouve l’argile de Valabre de son enfance, celle de Gardanne où il est né comme il le dit lui-même «de l’argile plein les doigts»,.
En 1945, il part pour Paris où il se cherche : il fait du théâtre au conservatoire d’art dramatique et poursuit en même temps des études à la Sorbonne. Il part ensuite pour 2 ans en Angleterre où en 1950, il découvre les œuvres du sculpteur Henry Moore qui vont le projeter dans la sculpture.  

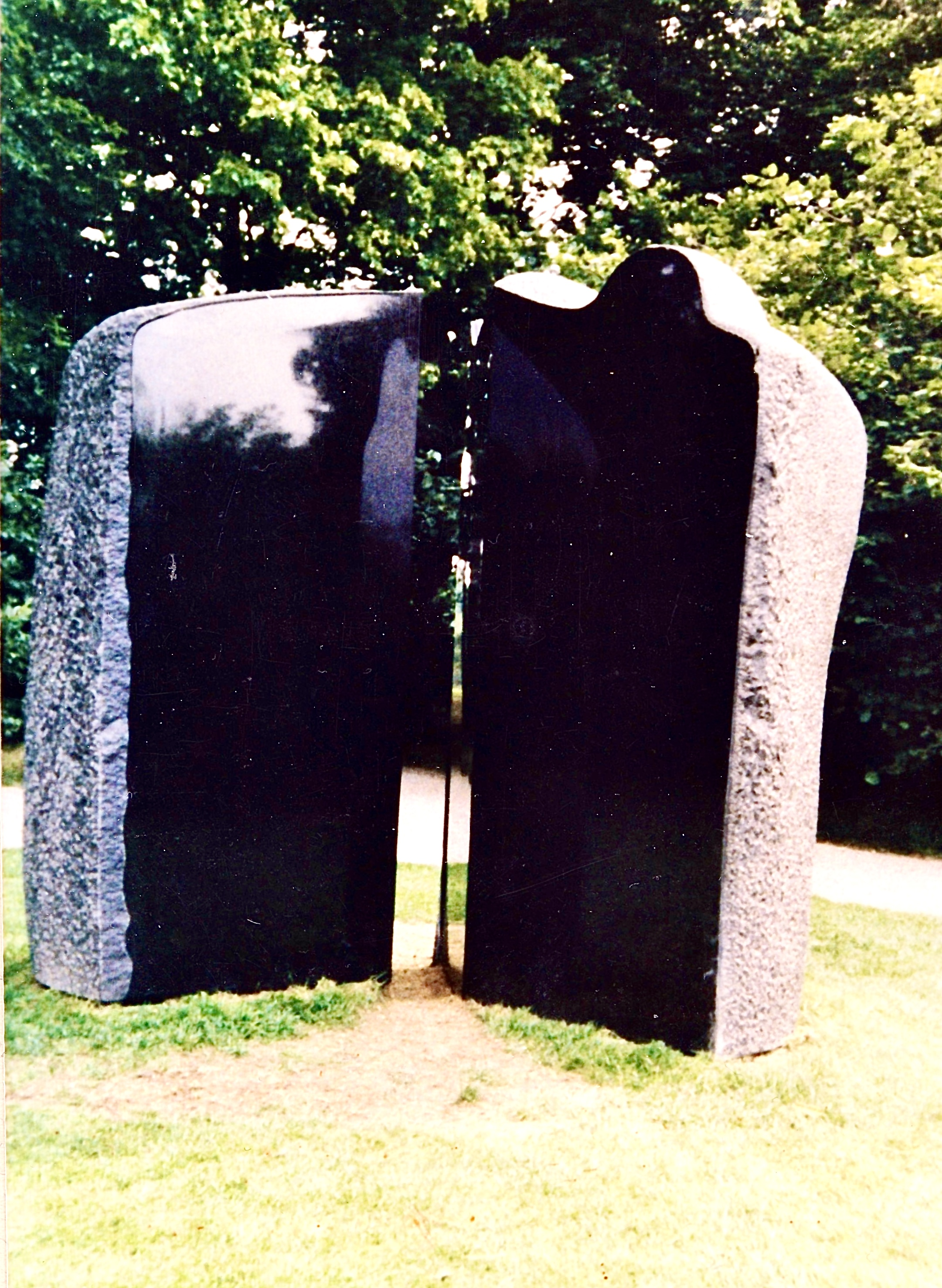
Diapason (granit noir), Suède

Il rentre en France où il est nommé professeur à Treignac (Corrèze). Il consacre alors tout son temps libre à la sculpture et réalise ses premiers granits d’inspiration figurative et sa première œuvre monumentale : l’Autel de l’église.
De retour à Paris en 1961 à Belleville (Seine), sous l’influence du sculpteur Constantin Brancusi, il crée ses premières sculptures abstraites en granit puis en serpentine. Au début des années 70, il sculpte le disque olympique, œuvre monumentale en granit rose pour le stade Francis-le-Basser de Laval, exposée à l'entrée du stade.
À partir de 1971, il participe de manière régulière au salon de la jeune sculpture et au salon des réalités nouvelles où il restera membre du comité d'organisation jusqu’à sa mort. Cette même année, il est sélectionné avec 4 autres sculpteurs pour le symposium de la forêt de Sénart où il réalise une sculpture monumentale Ouverture sur la forêt.
Dans le cadre du 1%, il réalisera d’autres œuvres monumentales institutionnelles notamment pour l'Institut universitaire de technologie de Brest, la Came en granit bleu, et Alpha deux, en pierre d’Anstrude pour la faculté des lettres à Clichy sur Seine.
Par la suite il participe à plusieurs symposiums à l'étranger (Suède, Israël, Égypte, Chine).
Il a sculpté jusqu'à la fin de sa vie dans son atelier où il habite à Verrières-le-Buisson. Une grande partie de ses œuvres y sont actuellement exposées (Atelier Marcel-Petit,,).

## Salons et expositions

### Salons
- 1971 : Salon de la jeune sculpture ;

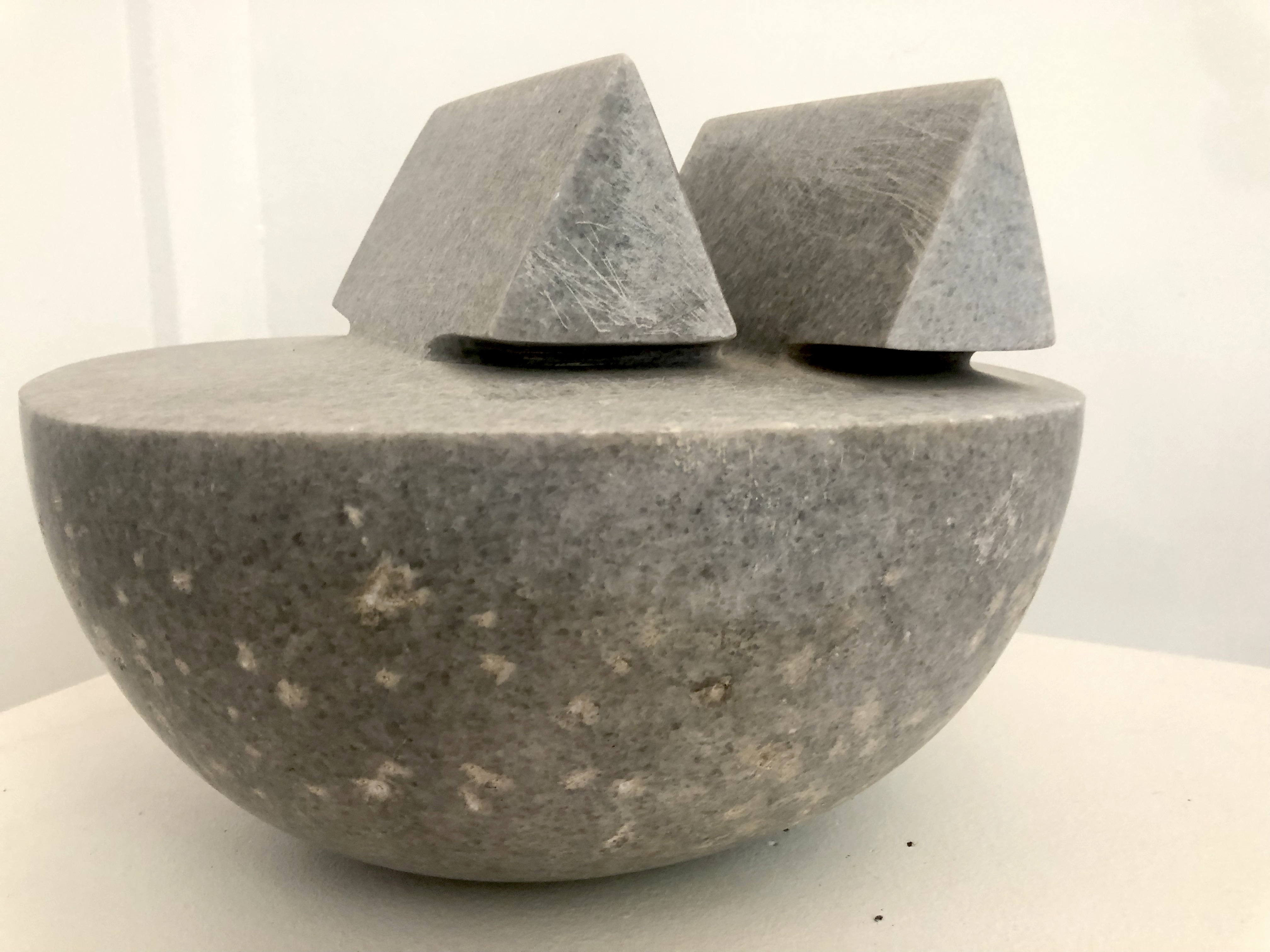
La chinoise (marbre)

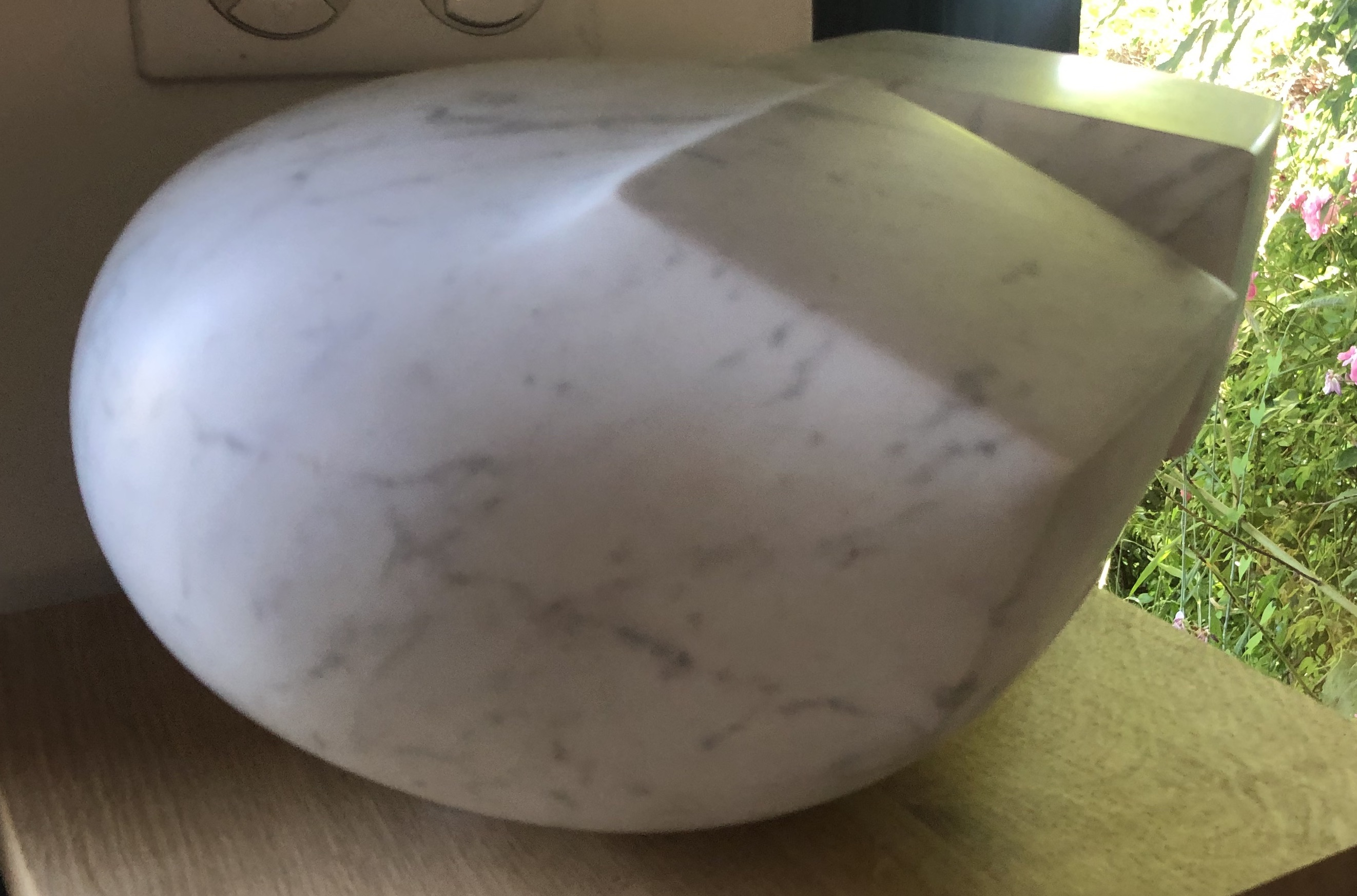
Les cubes (marbre)

- La chinoise (marbre)Les cubes (marbre)1974 à 2009 : Salon des réalités nouvelles[9] ;
- 1982 à 1985 : Salon de mai ;
- 1995 : Salon Comparaisons ;
- 1996 : Salons d'automne (panorama de l'art vivant).

### Principales expositions
- 1972 : 12 sculpteurs contemporains (centre culturel communal de Corbeil-Essonnes) ;
- 1975 : 9 sculptures (centre Youri Gagarine, Champigny-sur-Marne) ;
- de 1980 à 1981 : Bilan de l'art contemporain (Québec) ;
- 1981 : Exposition personnelle (Hôtel de Saint Aignan, Paris 3e) ;
- 1984 : Biennale européenne de sculpture (centre d'art contemporain de Jouy-sur-Eure) ;
- 1985 : Galerie Bernard, Ramatuelle ;
- 1992 : L'art en la matière, exposition de 37 sculpteurs contemporains (La Côte-Saint-André, Isère) ;
- 1993 : Atelier Marcel-Petit (Verrières-le-Buisson, Haut-de-Seine) ;
- 1995 : Exposition collective, 20 exposants (Gigondas, Vaucluse) ;
- 1997 : Galerie Langlet (Paris 7e).

## Symposiums internationaux
- 1987 : Helsingbourg, Suède (Diapason, granit noir) ;

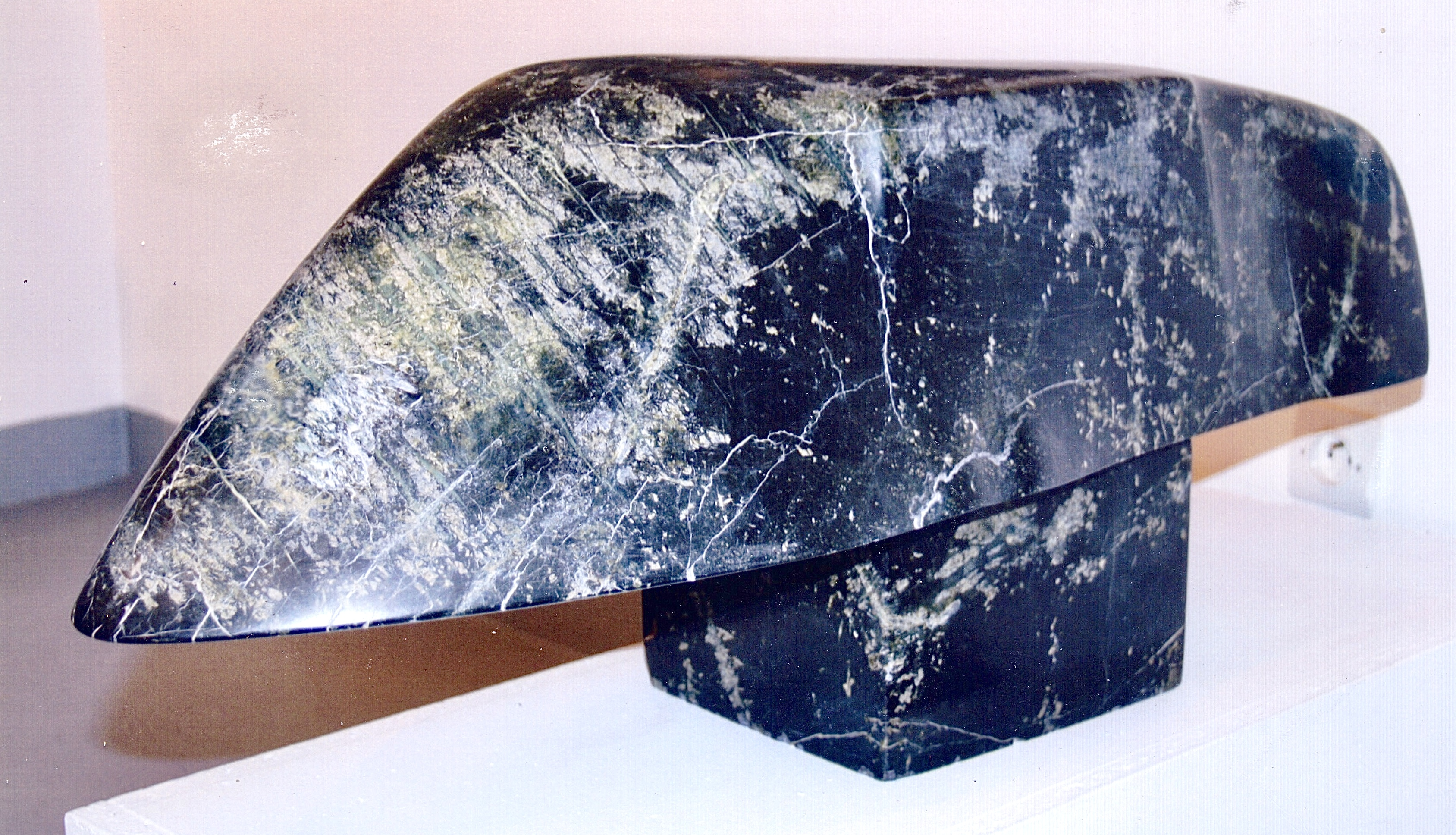
Forme molle traversant une forme dure (serpentine)

- Trop douce et trop terrestre (bronze)Forme molle traversant une forme dure (serpentine)1989 : Pour la paix, Eilat, Israël[15] (marbre) ;Le passeur d'âmes (granit), Egypte

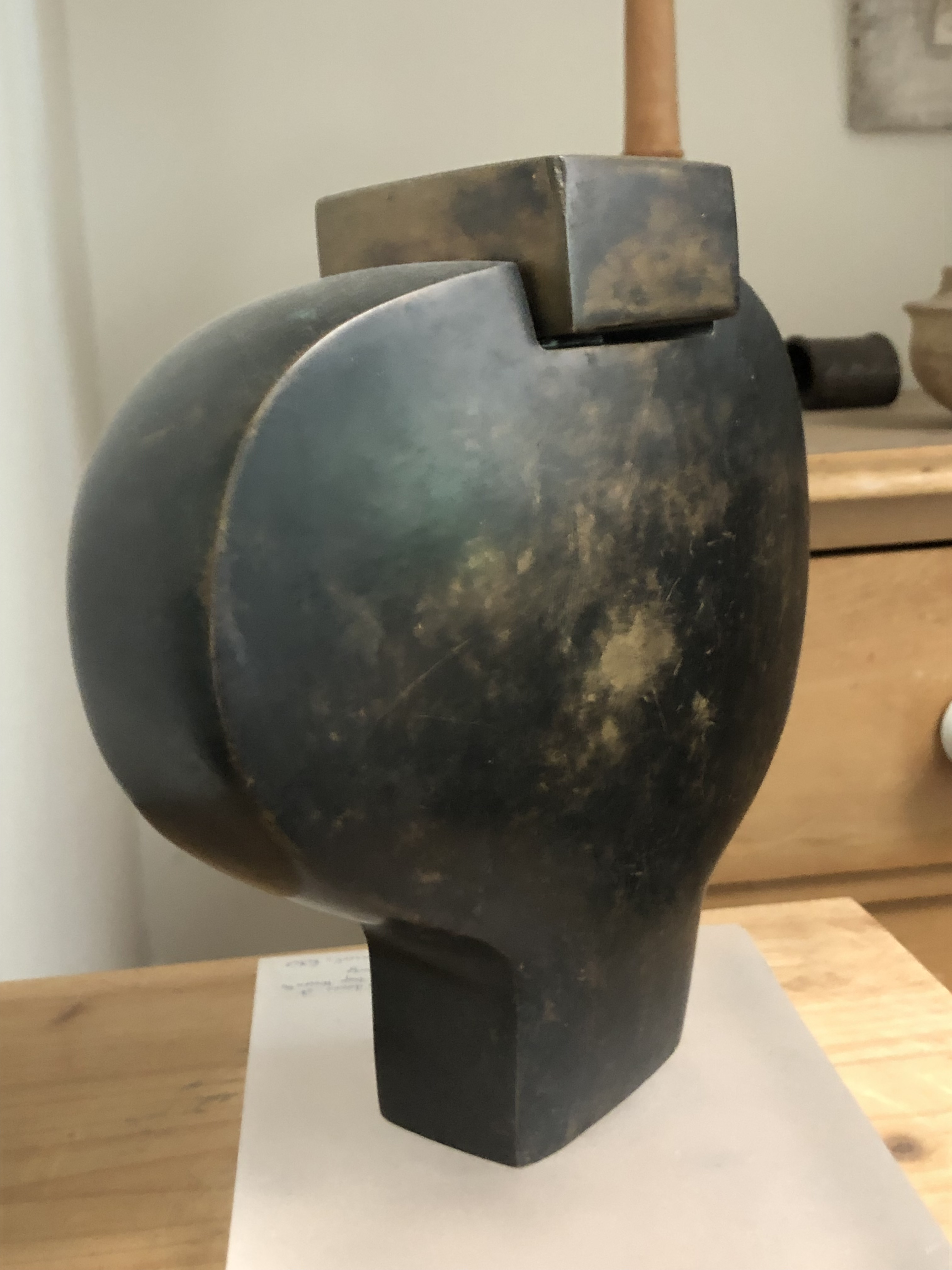
Trop douce et trop terrestre (bronze)

Le passeur d'âmes (granit), Egypte

- 1999 : Assouan, Egypte (Le passeur d'âmes, granit) ;
- 2003 : 10e Guilin Yuzi Paradise International Sculpture Symposium[16] (Anshan, Guilin Chine) (Les vaisseaux, granit)[17].

## Sculptures réalisées dans le cadre du 1%
- 1975 :  pour Institut universitaire de technologie de Brest (La came, granit de Bretagne) ;
- 1976 : pour la faculté des lettres à Clichy sur Seine (pierre d'Anstrude) ;

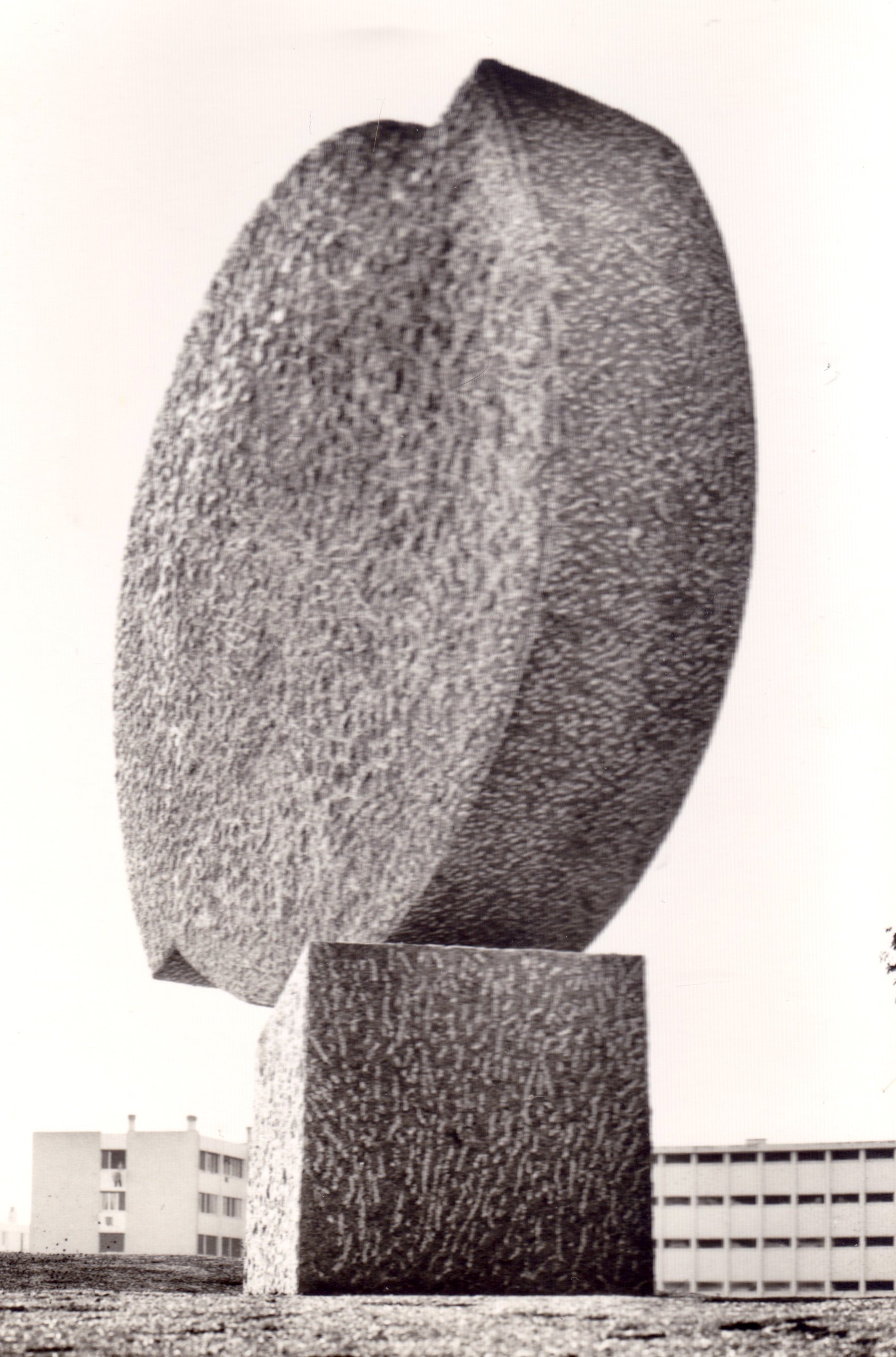
Le disque olympique (granit), Laval

- Le disque olympique (granit), Laval1976 : pour école maternelle à Chalons sur Marne : (Fraction, pierre de Bourgogne) ;
- 1976 : pour c.e.s Saint-Exupéry à Villiers-le-Bel : Aile brisée (acier inox)[18] ;
- 1976 : pour école maternelle à Laval (epoxy) ;
- 1977 : pour c.e.s de Meslay-du-Maine en Mayenne (béton blanc) ;
- 1977 : pour le lycée Feyder à Epinay-sur-Seine (béton)[7],[19] ;
- 1984 : pour la nouvelle Ecole d'artillerie de Draguignan dans le Var (Le missile, granit de vendée).

## Prix
- Mars 2003 : 2e prix du concours 1er Guilin Yusi Paradise International Sculpture Award [20](Greeting the 21st century, basalte).